# Список керівників держав 575 року
Список керівників держав 575 року — це перелік правителів країн світу 575 року.
Список керівників держав 574 року — 575 рік — Список керівників держав 576 року — Список керівників держав за роками

## Європа
- Аварський каганат — Баян (562—602)
- Айлех — Колку мак Домнайлл (572-580)
- Айргіалла — Бекк мак Куанах (565? — 598)
- Арморика — Теудр Великий (547—584)
- Герцогство Баварія — Гарібальд I (548/555—593/595)
- Брихейніог — Лліварх ап Рігенеу (540—580)
- Берніція — Теодрік (572-579)
- Бро-Гвенед (Бретонь) — Макльо (560-577)
- король вестготів — Леовігільд (568/572-576)
- Вессекс — Кевлін (560—591/592)
- Візантійська імперія — Юстин II (565 — 578)
- Королівство Гвент — Мейріг ап Теудріг (540—590)
- Королівство Гвінед — Рун ап Майлгун (547-580)
- Правитель гунів, болгар — Баян I (562-602)
- Дал Ріада — Айдан Мак Габраін (574—608)
- Дейра (королівство) — Елла (560—588)
- Дівед — Петрок (570—595)
- Думнонія — Геррен ап Костянтин (560-598)
- Ебраук — Передур Залізні Руки (560—580)
- Елмет — Гваллог ап Лленног (560—590)
- Ірландія — верховний король Аед мак Айнмуйрех (568-594)
- Кайр-Гвендолеу — Араун ап Кінварх (573—630)
- Король лангобардів — правління герцогів (574—584)
  - Герцогство Беневентське — Зотто (571—591)
  - Герцогство Фріульське — Гізульф I (569—590)
- Морганнуг — Кадок Мудрий (523—580)
- Мунстер — Кайрпре Кромм (542-579)
- Пік — Сауїл Зарозумілий (525—590), Дунотінґ (або Дунаут) — Дінод Міцний (525—595)
- Король піктів — Галам Кенналеф I і одночасно Бруде I (556—586)
- Королівство Повіс — Яго ап Брохвейл (550-582)
- Регед Північний — Урієн (550/570-590); Південний — Лліварх Старий (560—608?)
- Королівство Сассекс — Кутвін (567—593)
- Королівство свевів — Міро (570—583)
- Стратклайд — Тітагіал ап Клінох (540-580)
- Улад — Баетан мак Кайрілл (572-581)
- Уснех — Свібне мак Колмайн (574—600)
- Франкське королівство:
  - Австразія — Сігіберт I (561—575); Хільдеберт II (575-595)
  - Франкське королівство Бургундія — Гунтрамн (561—592)
  - Нейстрія — Хільперік I (561—584)
- Швеція — Адільс (520—575); Йостен (575-600)
- Святий Престол — папа римський — Бенедикт I (575—579)
- Константинопольський патріарх — Іван III Схоластик (565-577)

## Азія
- Близький Схід:
  - Гассаніди — Аль-Мунзір ібн Харіс (569-581)
  - Лахміди — Аль-Мунзір IV (574—578)
- Кавказька Албанія — марзпанство Персії (до 636)
- В'єтнам; Династія Рання Лі — Лі Нам Де II (571—602)
- Індія:
  - Династія Вішнукундіна — Мадхав Варма IV (573—621)
  - Західні Ганги — Дурвініта (495—535 або 579)
  - Пізні Гупти — Магасенагупта (562-601)
  - володар держави ефталітів і алхон-гунів в Ганджхарі, Кашмірі і Пенджабі Праварасена (530—590)
  - Династія Майтрака — Дарасена II (570—595)
  - Раджарата — раджа Аггабодхі I (564-598)
  - Чалук'я — Кіртіварман I (566-597)
- Індонезія:
  - Тарума — Кертаварман (561—628)
- Китай:
  - Династія Північна Чжоу — Юйвень Юн (561—578)
  - Династія Чень — Чень Сюй (569—582)
  - Туюхун (Тогон) — Муюн Куалюй (540—591)
- Корея:
  - Когурьо — тхеван (король) Пхьонвон (559—590)
  - Пекче — король Відок (554-598)
  - Сілла — ісагим (король) Чинхин Великий (540—576)
- Паган — король Хтун Тайк (569-582)
- Персія:
  - Держава Сасанідів — шахіншах Хосров I Ануширван (531—579)
- Середня Азія — Тюркський каганат — Таспар-каган (572—581)
- Хим'яр — Яксум (570—577)
- Ченла — Бхававарман I (550—600)
- Японія — Імператор Бідацу (572—585)

## Африка
- Аксумське царство — Йоель (555-575); Хатаз (575-590)
- Преторіанська префектура Африки Візантійської імперії — Фома (574—578)
- Мавро-римське царство — Гармул (545-578)

## Північна Америка
- Мутульське царство — К'ініч-Вав (562-593)
- Баакульське царство — Кан-Балам I (570—583)
- Шукуупське царство — Ці'-Б'алам (553-578)